# Україна: забута історія
Україна: забута історія — український документальний серіал про історію Україні, ведучим був Андрій Романіді, сценарист проекту — Ірина Чмола. Кожна серія проекту розповідає про найгучніші події української історії за допомогою майстерної реконструкції та цікавих коментарів відомих українських політологів, істориків, культурологів, журналістів, фізіоногномістів і багатьох інших експертів.

## Сюжет
Українська історія сповнена білих сторінок. Деякі історичні факти спеціально приховували від українського народу, інші ж замовчували або спотворювали так, як це було вигідно тому чи іншому режимові. Новий проект телеканалу «Мега» «Україна: забута історія» повертає із небуття найдраматичніші події минулого нашої країни та відкриває досі невідомі факти про славетних українців, які змінили історію світу.
Дізнайтесь у випусках проекту «Україна: забута історія», на що була здатна Роксолана заради влади? Чи був український кошовий отаман Іван Сірко характерником? Що насправді трапилось під час славнозвісного бою під Крутами? А також відкрийте для себе невідомі факти з життя Богдана Хмельницького, Нестора Махна, українських дисидентів та багато іншого.

## Список серій
1. Крути: молода кров.
2. Сірко: на стражі віри.
3. Роксолана. Вбити або вижити.
4. Янголи та демони князя Володимира.
5. Артур — король сарматів.
6. Махно. Золото або воля.
7. Богдан Хмельницький. Особиста справа гетьмана.
8. Матч смерті. Судова справа.
9. Втрачена історія. Предки слов'ян.
10. Симон Петлюра. Виправдане вбивство.
11. Петро Конашевич-Сагайдачний.
12. Іван Мазепа. Вдячність царя.
13. Голодомор. Влада варта смерті.
14. Українські десиденти. Війна з системою.
15. Петро Шелест. Чужий серед своїх.